# CheckmateKorea
CheckmateKorea는 대한민국 스타트업인 ㈜하우스버디(HouseBuddy)가 운영하는 외국인 대상 주거 및 정착 지원 플랫폼이다. 2024년 4월에 설립되어, 외국인 유학생과 거주자를 대상으로 주거 계약, 정착 서비스, 문화 경험 프로그램 등을 제공한다.

## 개요
CheckmateKorea는 대한민국의 복잡한 임대 시스템과 언어 장벽으로 인해 어려움을 겪는 외국인을 위해 개발된 온라인 플랫폼이다. 플랫폼은 외국인들이 입국 전에 온라인으로 임시 계약(사전 가계약)을 체결할 수 있도록 하며, 실제 계약 체결 시에는 통역을 동반한 현장 동행 서비스를 제공한다.
서비스 대상은 국제 교환학생, 어학연수생, 유학생, 외국인 취업자 등이며, 서울대학교, 고려대학교, 연세대학교 인근 지역을 중심으로 초기 운영되었다가 이후 서비스 지역을 확대하고 있다.

## 주요 서비스
- 사전 가계약 시스템: 외국인 사용자가 입국 전에 집을 온라인으로 선택하고 임시 계약을 체결할 수 있는 기능
- 계약 동행 및 통역 서비스: 계약서 검토 및 현장 계약 지원
- Check with You: 정식 계약 전, 실제 매물을 팀과 함께 둘러보는 동행 투어
- Membership 서비스: 입주 이후 주거 관련 문제 해결 및 지속적인 고객 지원
- Checkmate Plus: 지역 문화 체험 및 라이프스타일 가이드 제공
- Arrival Support Package: 공항 픽업, 유심, 계좌 개설, 교통카드 등 초기 정착 지원
- 퇴거 및 보증금 환급 지원 서비스

## 기업 정보
CheckmateKorea를 운영하는 ㈜하우스버디는 2024년 4월에 설립되었으며, 2025년부터 한국의 스타트업 언론 및 부동산 업계로부터 외국인 정착 솔루션 기업으로 주목을 받기 시작했다. 외국인을 대상으로 하는 비즈니스 모델과 정착 지원 시스템은 여러 매체에서 소개되었다.

## 언론 보도
- 스타트업엔(StartupN)은 CheckmateKorea를 "외국인 주거 문제 해결을 위한 새로운 시도"로 평가하며, "외국인을 위한 사전 계약 시스템 도입"이 업계 내 차별점이라고 보도하였다.[1]
- 한국경제플러스는 "외국인을 위한 종합 정착 플랫폼으로 주거부터 초기 생활 지원까지 아우르는 서비스 구조"를 다루었다.[2]
- 스카이데일리는 CheckmateKorea를 "외국인 대상 온보딩 서비스를 본격화한 스타트업"으로 소개하였다.[3]

## 참고 자료
1. ↑  스타트업엔, 2025-08-01
2. ↑  한국경제플러스, 2025-08-01
3. ↑  스카이데일리, 2025-07-31